# Walter Schneider-Argenbühl
Walter Schneider-Argenbühl (eigenlijk: Walter Schneider) (Litoměřice, 26 september 1924 –  4 juli 2000) was een Duits componist, dirigent, pianist en trombonist van Tsjechische afkomst.

## Levensloop
Schneider-Argenbühl kreeg zijn eerste muzieklessen van zijn vader. Al in jonge jaren begon hij met het componeren. Op 17-jarige leeftijd ging zijn eerste mars met het plaatselijke harmonieorkest in première. Na de Tweede Wereldoorlog vertrok hij naar Zweden en werd aldaar lid van een harmonieorkest. Aanvankelijk speelde hij Es-piston, dan tuba en bariton en later trombone. Hij was in Zweden niet uitsluitend in harmonie-kringen een gevraagd solist, maar hij was ook lid van het symfonieorkest van de stad Köping. 
Tien jaar was hij trombonist in de Musikkapelle Eisenharz e.V., een deelgemeente van Argenbühl in Baden-Württemberg, eerst dan werd hij dirigent van de Musikkapelle Siggen in Zwaben. In deze functie was hij 10 jaar met veel succes. 
Als componist schreef hij vooral voor harmonieorkest. 

## Composities

### Werken voor harmonieorkest
- 1973 Argenbühler Polka
- 1997 Gipfelstürmer
- 1999 La Morena, Beguine
- Auf der Hochalp, polka
- Blue Night, Beguine
- Bühne frei, modern intermezzo
- Golden Gate, Dixieland-mars
- Happy Trombones, voor drie trombones en harmonieorkest
- Happy Trumpets, voor vier trompetten en harmonieorkest
- Holiday in Rio, samba
- Hüttenzauber, polka voor 2 klarinetten en harmonieorkest
- Ich träume noch immer von Dir, langzame wals voor 2 trompetten en harmonieorkest
- La Bonita, samba
- Magic Wood, voor klarinet solo en harmonieorkest
- Memories of Sao Paulo, samba
- Mister Boogie
- Posaunistenflirt, voor twee trombones solo en harmonieorkest
- Revuezauber, mars
- Rock 'n' Roll Forever
- Romantische Variationen, voor een solo instrument en harmonieorkest
- Sax Swingers, voor saxofoon-kwintet (A,A,T,T,B) en harmonieorkest
- Summer Day, voor trompet solo en harmonieorkest
- The Black River, charleston
- Trombone Dreams, voor trombone solo en harmonieorkest
- Trumpets Live, slow rock

### Vocale muziek
- Bodenseelied - tekst: Elisabeth Schumacher